# Dicranomyia norfolcensis
Dicranomyia norfolcensis là một loài ruồi trong họ Limoniidae. Chúng phân bố ở miền Australasia.